# Bloque de los 44

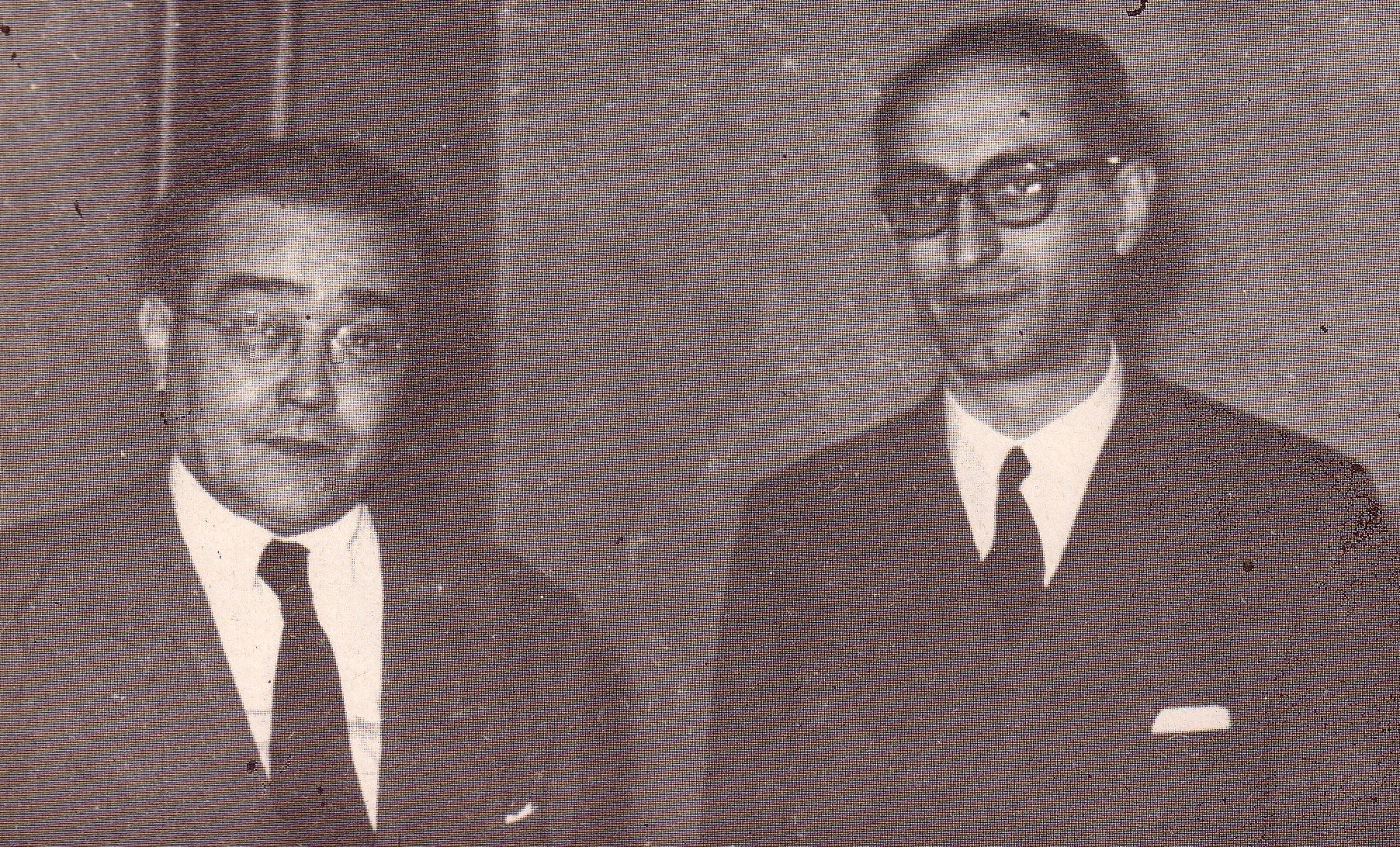
Ricardo Balbín y Arturo Frondizi en 1946: Presidente y vicepresidente del bloque de los 44. Cuando Balbín fue a prisión, Frondizi presidió el bloque.

Se conoció como bloque de los 44 en Argentina, al bloque de diputados opositores pertenecientes a la Unión Cívica Radical durante los dos gobiernos de Juan Domingo Perón (1946-1952; 1952-1955).

## Origen
En 1946 Juan Domingo Perón ganó las elecciones presidenciales realizadas en Argentina. La victoria del peronismo, considerablemente sorpresiva, resultó un duro golpe para la Unión Cívica Radical, que había conformado una alianza electoral con los conservadores, comunistas y socialistas llamada la Unión Democrática. La derrota electoral produjo una crisis interna en la UCR, en la cual los sectores juveniles conocidos como "intransigentes", que venían desarrollando un programa de centro-izquierda conocido como Declaración de Avellaneda, y se habían organizado en el Movimiento de Intransigencia y Renovación (MIR), se enfrentaron a las autoridades de tendencia conservadora del partido, llamados "unionistas", y cuestionaron su derecho a conducir la UCR.
En esas condiciones apareció el bloque de los 44, integrado originalmente por los 44 diputados radicales que resultaron elegidos en 1946, cuya conducción fue inmediatamente asumida por los intransigentes del MIR. Ricardo Balbín fue su presidente y Arturo Frondizi su vicepresidente primero.
Ante el desprestigio de la conducción de la UCR luego de la derrota electoral, el bloque de los 44 asumió el liderazgo de hecho del partido.

## Acción política

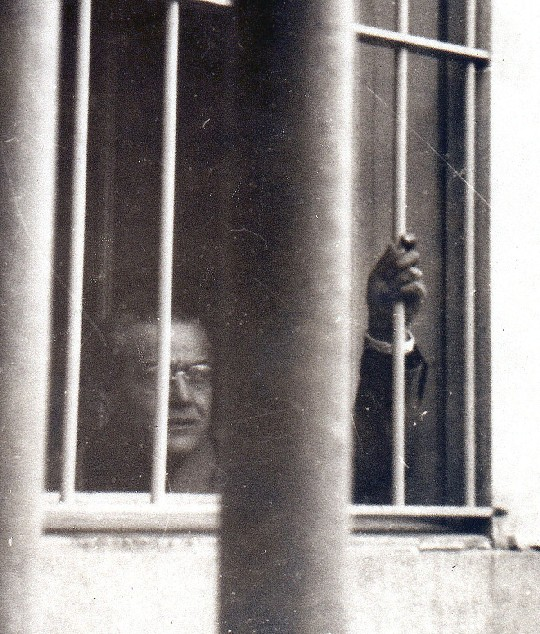
Balbín preso. La foto fue publicada en 1950 en la revista Time.

Frente al peronismo, el bloque de los 44 sostuvo una posición de apoyo a la sanción de leyes sociales y relacionadas con el nacionalismo económico, 
El sector más numeroso, de tradición más progresista, junto al sector Yrigoyenista y la Forja se sumaron al gobierno. Proponían apoyar al peronismo en el impulso de las medidas socialmente progresistas y económicamente nacionalista, si bien formaban un bloque fuerte fueron siendo marginados y expulsados por las autoridades del radicalismo que se torno más conservador.
Un sector más pequeño el conservador optaron por una estrategia de confrontación dura con el peronismo, liderado por Frondizi- quien se opuso el gobierno con Standard Oil, para la explotación de yacimientos petrolíferos- se oponía a toda iniciativa del peronismo pero en un marco democrático, ejercería desde el Congreso el obstruccionismo a las iniciativas oficialistas junto con algunos sectores judiciales vinculados al radicalismo, a partir de 1954 este sector se radicalizaría buscando mecanismos fuera del juego democrático para hacer caer al gobierno.
El sector más duro representado por Balbín y Sanmartino, e incluso a encarcelarlos, como a Balbín en 1950.
En general los radicales unionistas cuestionaron el accionar de los intransigentes en el bloque de los 44 por considerarlo "colaboracionista".
En 1952, los unionistas plantearon que los diputados radicales electos debían negarse a jurar por la nueva Constitución sancionada en 1949 con mayoría del peronismo. Los intransigentes se opusieron a esa propuesta, si bien habían planteado su desacuerdo con la mayoría con que fue sancionada la ley que declaraba la necesidad de la reforma electoral, juraron sobre la nueva constitución al asumir sus mandatos.

## Persecución al bloque
La mesa directiva de ese organismo cargaba con una doble responsabilidad: combatir en el recinto y custodiar la unidad de los cuadros. Para la primera función contaba con elementos valiosos, fogueados en el juego parlamentario y que veían facilitada su labor por la inexperiencia de la bancada mayoritaria; la segunda misión se cumpliría por añadidura, pues bastaba con mantener encendido el liderazgo de sus dirigentes. En esa tarea rivalizaban todos a través del discurso sensacionalista, una especialidad en la que brillaban intransigentes y unionistas.
Acostumbrado al lenguaje impactante, Ernesto Sammartino no desaprovechó la primera oportunidad que se le brindó en 1946 para lanzar sus "dardos": "Algunos diputados que se sientan en los escaños de la mayoría conocen, como Panurgo, las cuarenta formas del hurto", exclamó en la sesión del 8 de agosto. Después, al vislumbrarse una inminente sanción contra él, ensayó esta explicación: "Yo no dije robo, sino hurto y hurta quien se apodera de la voluntad de sus conciudadanos por medio de engaños y sofismas". En la reunión posterior la mayoría aprobó el despacho de una comisión integrada para tratar "el caso Sammartino", la que resolvió suspenderlo por tres sesiones. El diputado peronista Antonio Andreotti aprovechó para recordar otra de sus frases urticantes: "Ese señor dijo que detrás de las bambalinas está el patrón del circo, señalando a cada uno su papel; no se puede tolerar que nos siga insultando así".

### Una gran pelea
Dos meses después, una tarde en la que Sammartino atendía su estudio de abogado, en el tercer piso de San Martín 448, donde acababa de instalarse en sociedad con David Blejer, recibió la visita de un hombre corpulento. El diálogo fue breve: -Yo actué con usted en la segunda y en la tercera, doctor. -Usted no actuó conmigo en ninguna parte y yo no lo conozco. ¿Qué quiere? -Bueno, es cierto, no me conoce, pero usted insultó al coronel y no se lo vamos a permitir. ¡Vengo a pedirle cuentas! Sammartino logró empujarlo fuera del estudio y cerró la puerta; del otro lado, con un pequeño revólver, el atacante vociferaba: "¡Te voy a matar! ¡Abran que lo líquido!". Blejer salió con Ricardo Panello, empleado del estudio, y junto con un vecino de piso, el ingeniero Pietranera, lo redujeron hasta desarmarlo. Fue sencillo, porque el cargador de la pistola había caído al suelo inexplicablemente. Rato después, un agente de policía se encargaba del arma y de su propietario, quien no ofreció la menor resistencia; así pudo establecerse que se trataba de Manuel Costa, un español de 37 años que había servido al caudillo conservador Alberto Barceló. "Evita lo envió para matarme, pero tomó tanto vino que le salió mal", festejó risueñamente Sammartino.
En junio de 1947 Sammartino se despachó contra una serie de artículos firmados por Perón en los diarios oficialistas. "La historia se inicia, para él, con su llegada; ¿y antes no existió nada en este país?. La torpeza mental, creo, no ha sido nunca defecto de los grandes presidentes argentinos, y el nuestro acusa ahora falta de ponderación mental y de equilibrio moral", protestó en el recinto.

### Un duelo a pistolas

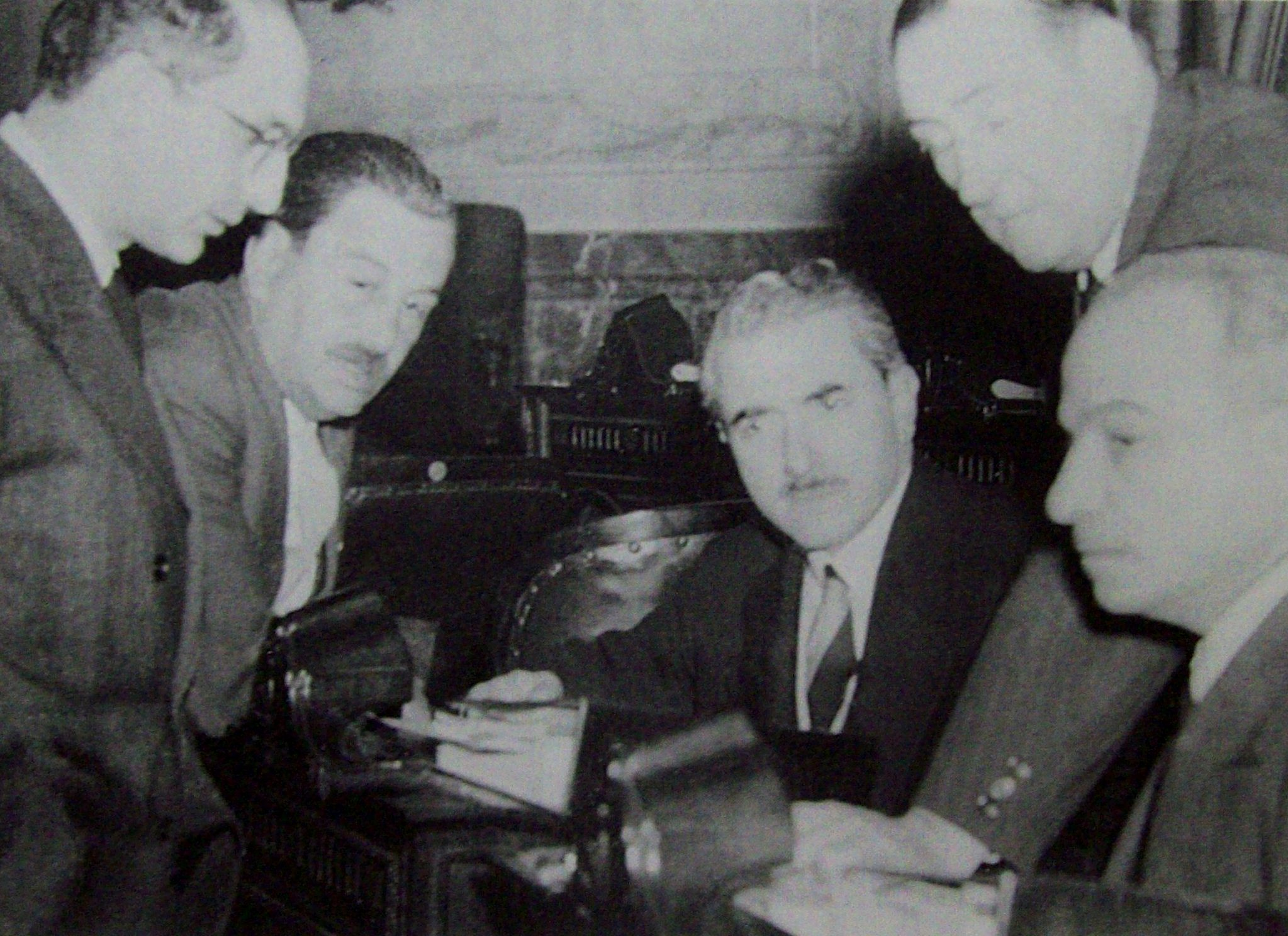
El Bloque de los 44, se pueden distinguir (de izquierda a derecha) primero a Arturo Frondizi y tercero a Ernesto Sammartino.

Apenas tres días después, cuando fundamentaba un proyecto sobre rendición de honores a funcionarios, Ernesto Sammartino decía: 

"La humildad de la Junta de gobierno de 1810, que jamás extendía los agasajos a las esposas de sus miembros".

Fue interrumpido por los legisladores peronistas, quienes le reclamaron furiosos por una de sus frases más cortantes. Fue cuando dijo la famosa frase: 

"El aluvión zoológico del 24 de febrero parece haber arrojado a algún diputado a su banca, para que desde ella maúlle a los astros por una dieta de 2.500 pesos. Que siga maullando, que a mí no me molesta [...]".

Al escucharse estas palabras, una batahola sacudió el recinto y se vio a Colom intercambiar insultos con Sammartino; cuando estaban a punto de golpearse, el diputado radical Gregorio Pomar saltó de su banca y los separó. Pero no se pudo impedir que al día siguiente ambos volvieran a toparse en otro lugar más apropiado: la quinta de Héctor Sustaita Seeber, donde se realizaría el duelo a pistola para "resolver los agravios". Pomar y Dellepiane apadrinaban a Sammartino, mientras que Antonio J. Benítez y Héctor Cámpora representaban a Colom. Cuando el juez del lance, Floro Lavalle, llamó a una reconciliación, ambos se negaron y pidieron que si a pesar del primer disparo quedaban con vida, se autorizara un segundo tiro y sólo a diez pasos de distancia en lugar de veinte. "¡Esto es un asesinato!", advirtió Lavalle; pero no tuvo oportunidad de confirmar su presunción, porque el armero, citado para las seis de la tarde, llegó con varias horas de retraso, cuando la visibilidad era escasa (debido a la densa neblina), y con las armas sobrecargadas de pólvora -premeditadamente- para que los tiros se desviaran. No hubo necesidad de utilizar las ambulancias enviadas por la presidencia, ni los servicios de dos dadores voluntarios de sangre, pues los contendores resultaron ilesos.
El cirujano Jorge Alberto Taiana, dispuesto a intervenirlos quirúrgicamente, guardó su instrumental; Colom se fue directamente al despacho presidencial, donde Perón lo abrazó efusivamente, y Sammartino se estrechó en brazos de Arturo Frondizi, en cuyo automóvil regresó. Sus versiones siempre guardaron restos de la vieja disputa: "Como el armero tardó tanto, ofrecí batirnos a revólver. Los dos estábamos armados. Pero no me dejaron", recordó Colom. 'El armero tardaba porque Colom lo había coimeado; por su culpa no sirvieron los tiros", se quejaría Sammartino. Pero el armero era un amigo de Lavalle, quien no quería el duelo.

## Repercusión
Estos incidentes habían engendrado la idea de expulsar a Sammartino del parlamento, criterio que aceptó la mayoría de la comisión especial destinada a estudiar su situación y que fue debatida en la sesión del 5 de agosto de 1948. El informante José Amadeo Conte Grand, historió las intervenciones de Sammartino y las calificó de "ofensivas y humillantes". En disidencia, fundamentó su despacho de minoría el diputado radical Alfredo Vítolo, quien apeló a citas históricas: "Al cerrar el parlamento británico, en 1600, Cromwell colgó un cartel que decía 'Se alquila esta casa'. Cuando la oposición es silenciada, deja de existir el gobierno republicano y la mayoría comete un golpe de Estado, como decía Royer Collard en la cámara francesa". [cita requerida]Rato después, Sammartino optó por hacer su propia defensa y exclamó: "No hemos venido aquí a ensayar reverencias frente al látigo ni a bailar lanceros. Esta no es una boíte de moda, ni un club social. Esta es la Cámara libre de un pueblo libre y un presidente de la República no puede hablar como el jefe de una tribu al compás de tambores de guerra, para despertar el odio o la adhesión de las turbas ululantes. ¿Hemos planteado acaso alguna cuestión cuando el presidente dijo, el 23 de junio último, que éste era un pueblo en el que había diez millones de vagos, o cuando expresó que es un pueblo de acomodaticios?". 
La votación fue precedida de un altercado entre Bernardino Garaguso y Ricardo Balbín, quienes dialogaban fuera del debate:

-Usted, Balbín, no pudo entrar al peronismo porque quiso ser jefe... -Tendría que contestarle algo irreparable.
-No personalice, señor diputado (terció el presidente Cámpora).

-Quiero decirle al señor diputado que miente como un canalla (insistió Balbín).

-Y a más, ¡que es un canalla! (añadió Agustín Rodríguez Araya).

-¡Farsante! (concluyó Garaguso. La votación otorgó 104 sufragios a favor de la expulsión y 42 en contra. La bancada oficialista coronó la sesión al grito de ¡Viva Perón! y el bloque opositor, ya con su primera baja, contestó): -¡Viva la República!. (Sammartino había perdido su banca).
Bernardino Garaguso y Ricardo Balbín

## Más polémica
Un año después de la expulsión de Sammartino, su correligionario Agustín Rodríguez Araya corría idéntica suerte, a raíz de un discurso pronunciado en Santa Fe durante la campaña para elegir gobernador. La tarde de la votación definitiva, el 9 de junio de 1949, Rodríguez Araya se defendió con un nuevo ataque: "Dicen que me referí a Alí Babá, pero esto es poco, comparado con el IAPI, porque en el IAPI está la lámpara de Aladino, y quien la frota se enriquece en un diez por ciento". Exhibiendo pomposamente un cúmulo de documentos que desbordaban el pupitre de su banca, el legislador radical preguntó: "¿Dónde están las mil toneladas de rayón que el IAPI prometió adjudicar a los comerciantes? Yo tengo aquí la respuesta: están en manos de Miguel Miranda, quien detrás de un personero se las adjudicó a sí mismo. ¿Qué fue de los mil automotores que iban a ser lanzados al mercado y que fueron adjudicados al señor Lima? Yo tengo fotocopias de los expedientes que prueban esas irregularidades".

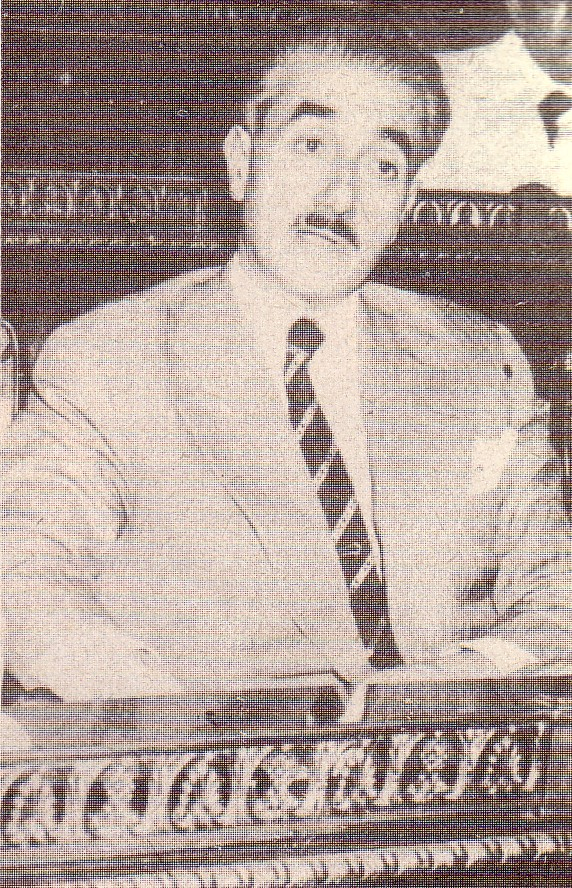
El diputado Ernesto Sanmartino en la década de 1940.

Cuando el diputado peronista Argaña intentó interrumpirlo, el radical Federico Fernández de Monjardín lo detuvo: "¡Cállese la boca y déjelo hablar, lengua de papel de lija!". Agustín Rodríguez Araya ensayó una explicación, aduciendo que el calificativo de Alí Babá era para el gobernador santafecino y no para el presidente; que "las versiones taquigráficas de la policía no son exactas y no merecen fe, porque es la misma policía que trató de destruirle los testículos a Cipriano Reyes, a quien apresaron por una supuesta violación de la ley de juegos, justo cuando iba a acompañarme en la gira proselitista". La bancada peronista no le creyó y, media hora antes de votar su desafuero, lo vio salir del recinto con otros cuatro legisladores: Alfredo Vítolo, Ricardo Rudi, Emir Mercader y Oscar López Serrot, quienes lo acompañarían hasta la embajada uruguaya en busca de asilo.
"Pero Visca -recordaría Rodríguez Araya-, preocupado por mi suerte, sugirió alterar el orden de los discursos, de modo que yo hablaría antes que Arturo Frondizi, y así tendría tiempo de huir antes de que la votación me quitara la inmunidad parlamentaria. Por eso salí apenas terminé el discurso. La policía intentó seguirme, pero mi amigo Antonio Tealdi cruzó su automóvil en la calle y les impidió el paso. En realidad, el bloque había resuelto que yo dejase el país antes de la sesión, para evitar riesgos, y mantenerme escondido en casa de López Serrot, a la espera de una fuga planeada para sacarme con el yate del diputado Salvador Córdoba; pero yo me fui de allí y entré sorpresivamente al recinto, para no defraudar a quienes confiaban en mi valor. Previamente hice gestiones infructuosas ante las embajadas de México y Brasil, donde el diplomático Francisco Quijano, primero, y el general Freytas Almeyda, después, me negaron asilo, alegando los dos ser amigos de Perón. Los uruguayos, en cambio, me prometieron abrir la puerta y luego dejaron que Alfredo Palacios, Nicolás Repetto, Sánchez Viamonte, Julio A. Noble y Elpidio González vinieran a visitarme".
Un escándalo acompañó el resultado de la votación, en la que Rodríguez Araya fue expulsado por 108 votos contra 37. Cuando salían los peronistas del recinto, Uranga vociferó: "¡Ahí se retira la brigada de los degolladores!". y Nerio Rojas acotó, con su acostumbrada parsimonia: "Está bien, porque esto está cada vez peor".

### Balbín, Cattáneo y Yadarola sancionados
Apenas tres meses después, el propio presidente del bloque radical, Ricardo Balbín, era también desaforado por decisión mayoritaria de la Cámara, a pedido del juez rosarino Alejandro Ferrarons, quien se veía impedido de procesarlo por desacato, debido a la inmunidad parlamentaria. Tocó al diputado Vicente Bagnasco fundamentar el despacho oficialista: "Conozco muy bien el lenguaje de los radicales -dijo-, a quienes gusta incurrir en desacato para desacreditar al gobierno y usarlo de trampolín".
La respuesta estuvo en boca de Pastor, a quien Garaguso interrumpió constantemente, calificándolo de "oligarca pastorizante", pero la mejor defensa la hizo el propio inculpado: 

"Si con irme de aquí pago el precio de haber presidido este bloque magnífico que es la reserva moral del país -entonó Balbín-, han cobrado barato. Fusilándome aún no están a mano".

El final estaba previsto: José Astorgano pidió cerrar el debate y pasar a votación. Las cifras fueron contundentes: 87 a 37 a favor de la expulsión de Balbín. Hubo gritos hostiles de ambos bandos y se levantó la sesión ante la mirada impávida del presidente Cámpora, quien veía traer bollos de papel cerca de su estrado, que le arrojaba Ricardo Rudi. Mario Gil Flood, otro radical, prefirió lanzar un grueso volumen de diarios de sesiones, que se estrelló sobre la mesa de los taquígrafos.
Todavía no terminaría el año 1949 sin que el Bloque de los 44 -la cifra era ya simbólica- sufriera un nuevo desgajo. El 12 de diciembre, en una sesión a la que no asistieron los radicales, sería eliminado también el diputado Atilio Cattáneo. Tres días antes, Perón había advertido por radio que "combatiría sin pausa y sin tregua, a la oposición oligarca, disfrazada de radicales, socialistas y comunistas". El dictamen de un tribunal militar, elevado al ejército, acababa de engendrar un decreto por el que se prohibía "el uso del uniforme y los títulos del grado al teniente coronel Cattaneo". La Cámara de Diputados hizo suyo el dictamen y votó la expulsión sin dilaciones. Las razones no fueron dadas, pero a nadie escapaba que el delito de Cattáneo había sido una oferta pública hecha a Perón en un discurso de esos días en San Salvador de Jujuy, donde dijo: "Señor Presidente, yo le compró su quinta de San Vicente en 55.000 pesos; al mismo precio en que usted la valuó al hacer su declaración de bienes, el 7 de junio de 1946". La frase le valdría también un juicio por desacato, pues -según los magistrados- no podía dudarse de la palabra presidencial.
Por aludir "en forma sibilina, de rondón y con artería -dijo el diputado Benito Ottonello- a los delincuentes encaramados en la función pública", otro legislador radical, Mauricio Yadarola, fue acusado de "desorden de conducta" y suspendido por diez sesiones el 22 de junio de 1950. La votación fue 90 contra 19, se practicó luego de un premeditado cierre de debate, solicitado como siempre por Astorgano. Yadarola amenazó con "reincidir una y mil veces", lo que no pareció alterar a Cooke, quien le dijo sutilmente: "Supongo que usted habrá descartado la posibilidad de que los cimientos de nuestra fuerza política tambaleen por sus críticas [...]".
El bloque radical siguió batallando sin conseguir modificar en un ápice la política oficial ni herir su poderío político, como decía Cooke; pero su lucha tenía otro sentido y cumplía los objetivos trazados: acrecentar la popularidad de sus dirigentes y conservar para el radicalismo el rango de segundo partido y eje electoral de la oposición. Ellos eran la bandera de protesta antiperonista en el Congreso de la Nación.
La pérdida del fuero parlamentario obligó a los diputados radicales expulsados de la Cámara a huir del país, eludiendo la persecución policial que se desató tras ellos. Sammartino, Rodríguez Araya y Cattáneo, escaparon en ese orden a refugiarse en Montevideo, donde algunos años antes, en 1944, había llegado el primer grupo de políticos opositores.
"Aquella vez, con el propósito de provocar un golpe de efecto -según explicaría Américo Ghioldi- las figuras políticas más representativas se fugaron al Uruguay, por sugerencia de un sector de militares antiperonistas que buscaban debilitar al gobierno". Divididos en sectores ideológicos, aunque respondiendo a similares objetivos, fundaron luego en Montevideo dos agrupaciones. Primero fue la 'Asociación de Mayo', que impidió el acceso a los comunistas, e incorporó a Nicolás Repetto, Alfredo L. Palacios, Luciano F. Molinas, Santiago Nudelman, David Tieffenberg, Guillermo Korn, Esteban Rondanina y Octavio Palacios. El otro sector se agrupó en 'Patria Libre'.

## Integrantes
El Bloque Radical de los 44 estuvo integrado por:
- Mesa directiva. Presidente: Ricardo Balbín; Vicepresidente 1°: Arturo Frondizi; Vicepresidente 2°: Antonio Sobral. Secretarios; Luis Rafael Mac Kay, y Oscar López Serrot. Tesorero: Pedro P. Zanoni.

- Diputados (1946-1948): Ricardo E. Aráoz, Ricardo Balbín, Ángel V. Baulina, Amadeo Bertini, Romeo E. Bonazzola, Julio Busaniche, Alfredo D. Calcagno, Alberto M. Candioti, J. Salvador Córdoba, Orlando H. Cuiré, Emilio Donato del Carril, Gabriel del Mazo, Luis Dellepiane, Juan A. Errecart, José Benito Fajre, Modesto Ferrer, Arturo Frondizi, Saverio M. Galvagni, Tomás González Funes, José R. Lencinas, Félix J. Liceaga, Oscar López Serrot, Luis R. Mac Kay, D. Jacinto Maineri, Manuel J. Mántaras, Guillermo Martínez Guerrero, Juan J. Noriega, Solano Peña Guzmán, Horacio Pérez de la Torre, Gregorio Pomar, Horacio Honorio Pueyrredón, Emilio Ravignani, Raúl Rodríguez de la Torre, Absalón Rojas, Nerio Rojas, Sidney Nicolás Rubino, Ernesto Sammartino, Silvano Santander, Antonio Sobral, Emilio Solanet, Raúl L. Uranga, Pedro P. Zanoni, Edmundo Leopoldo Zara, Mario Zinny.

- Diputados (1948-50): Ricardo E. Aráoz, Ricardo Balbín, Romeo E. Bonazzola, Alberto M. Candioti, Atilio E. Cattáneo, I. Salvador Córdoba. Orlando H. Cufré, J. Aníbal Dávila, Emilio Donato del Carril, Gabriel del Mazo, Luis Dellepiane, José Benito Fajre, Modesto Ferrer, Arturo Frondizi, Mario Gil Flood, Tomás González Funes, Arturo U. Illia, Félix J. Liceaga, Oscar López Serrot, Luis R. Mac Kay, D. Jacinto Maineri, Manuel J. Mántaras, Guillermo Martínez Guerrero, Emir Mercader, Federico F. Monjardin, Juan J. Noriega, Roberto Parry, José Pérez Martín, Francisco Rabanal, Agustín Rodríguez Araya, Raúl Rodríguez de la Torre, Absalón Rojas, Nerio Rojas, Sidney Nicolás Rubino, Ricardo Rudi, Ernesto E. Sammartino, Silvano Santander, Antonio Sobral, Fernando Solá, Raúl L. Uranga, Alfredo R. Vítolo, Mauricio L. Yadarola, Miguel Ángel Zavala Ortiz, Pedro P. Zanoni.